# Igor' Maslennikov (regista)
Igor' Fёdorovič Maslennikov (Nižnij Novgorod, 26 ottobre 1931 – San Pietroburgo, 17 settembre 2022) è stato un regista sovietico, dal 1991 russo.

## Filmografia parziale

### Regista
- Ličnaja žizn' Kuzjaeva Valentina (1967)
- Zavtra, tret'ego aprelja... (1969)
- Gonščiki (1972)
- Sentimental'nyj roman (1976)
- Zimnjaja višnja (1985)